# Heroes (canção de Måns Zelmerlöw)
"Heroes" é uma canção do cantor sueco Måns Zelmerlöw. Esta canção representou a Suécia em Viena, Áustria no Festival Eurovisão da Canção 2015, na 2ª semi-final, no dia 21 de Maio de 2015.Venceu a final, conseguindo a 6.ª vitória para a Suécia, obetendo um total de 365 pontos.